# اسمیم تتراکسید
اسمیم تتراکسید (به انگلیسی: Osmium tetroxide) با فرمول شیمیایی OsO۴ یک ترکیب شیمیایی با شناسه پاب‌کم ۳۰۳۱۸ است. که جرم مولی آن ۲۵۴٫۲۳ g/mol می‌باشد. شکل ظاهری این ترکیب، سیاه یا قهوه‌ای و زرد است. از این ترکیب در رنگ آمیزی  قسمت های چرب سلولی مانند غشا استفاده میشود که پس از استفاده و رنگ آمیزی به اسمیم متصل به آنها ، اسمیم احیا شده می گویند. درگذشته از آن در افزایش دو گروه هیدروکسیل سین به آلکن ها استفاده می‌شد. اما اکنون به دلیل سمیت شدید، متوقف شده است.

## هشدار
تتروکسید اسمیوم بسیار سمی است. غبار اوسمیوم در هوا حتی به میزان کم 7-10 گرم بر متر مکعب باعث گرفتگی ریه و آسیب به پوست و چشم می‌شود.